# Санкин котай
Санки́н ко́тай (яп. 参勤交代 / 参覲交替 санкин ко:тай, «поочерёдное прибытие на службу») — система принудительных командировок, которая обязывала провинциальных правителей даймё различных ханов Японии периодически прибывать на службу в ставку сёгунов Токугава в городе Эдо и проводить в ней определённое время.

## История
Сёгунат разработал несколько способов контролировать высшую часть общества, одним из них было требование даймё участвовать в жизни двора в Эдо. После прихода к власти дома Токугава их вероятные противники были вынуждены оставлять в Эдо заложников как гарантию своей лояльности. Позднее сёгунат создал систему, которой должны были подчиняться все крупные феодалы. Согласно этому порядку, каждый феодал должен был жить попеременно один год в Эдо, а на следующий год — дома. Другими словами, раз в году он обязан был проводить время в дороге в одну или другую сторону. В Эдо они должны были строить резиденции для своих семей. Они также были обязаны предоставить, в зависимости от размеров хана, определённое количество солдат (самураев). Эти солдаты сопровождали даймё во время его шествия в Эдо. Эти поездки требовали от феодалов больших средств, времени и усилий.
Система санкин котай была установлена законом в 1635 году, а ликвидирована в 1862 году. Она предоставляла сёгунам контроль над даймё, способствовала централизации управления страной и обеспечивала долговечность сёгуната.